# 1973 في إيطاليا
فيما يلي قوائم الأحداث التي وقعت خلال عام 1973 في إيطاليا.

## سياسة

### تعيين في المنصب
- 7 يوليو – ماريانو رومور رئيس وزراء إيطاليا.

### انتهاء فترة المنصب
- 7 يوليو – جوليو أندريوتي رئيس وزراء إيطاليا.
- 7 يوليو – ماريانو رومور وزير الداخلية الإيطالي ‏.

## أفلام
من الأفلام التي صدرت هذه السنة في إيطاليا:
- 1 يناير – أماركورد من إخراج فيديريكو فليني.
- 1 يناير – ليلة أمريكية من إخراج فرانسوا تروفو.
- 1 يناير – نايت فلايت فروم موسكو من إخراج Henri Verneuil [الإنجليزية]‏.
- 1 يناير – هتلر: الأيام العشر الأخيرة من إخراج Ennio De Concini [الإنجليزية]‏.

## مواليد

### يناير
- 13 يناير – جيجي جالي سائق رالي إيطالي.
- 14 يناير – جانكارلو فيزيكيلا سائق سيارة سباق إيطالي.

### فبراير
- 7 فبراير – أندريا باليريني متسابق دراجات نارية إيطالي.

### مارس
- 9 مارس – ماتيو سالفيني سياسي إيطالي.
- 29 مارس – سيباستيانو سيفيليا لاعب كرة قدم إيطالي.

### أبريل
- 1 أبريل – كريستيانو دوني لاعب كرة قدم إيطالي.
- 4 أبريل – لوريس كابيروسي متسابق دراجات نارية إيطالي.
- 7 أبريل – ماركو دلفيكيو لاعب كرة قدم إيطالي.
- 12 أبريل – كريستيان بانوتشي لاعب كرة قدم إيطالي.
- 19 أبريل – أليسيو تشاربي لاعب كرة قدم إيطالي.

### مايو
- 4 مايو – جوزيبي زابارا لاعب كرة قدم إيطالي.
- 7 مايو – باولو سافولديلي
- 14 مايو – جويندالينا بوفون لاعبة كرة طائرة إيطالية.
- 29 مايو – كريستينا علي فرح كاتبة إيطالية.

### يونيو
- 8 يونيو – غينارو ييزو لاعب كرة قدم إيطالي.
- 16 يونيو – فيديريكا موغيريني سياسية إيطالية.

### يوليو
- 3 يوليو – أنطونيو فيليبيني لاعب كرة قدم إيطالي.
- 12 يوليو – كريستيان فييري لاعب كرة قدم إيطالي.
- 16 يوليو – ستيفانو جارزيلي درّاج طريق إيطالي.
- 18 يوليو – ميشيل ميان لاعب كرة سلة إيطالي.
- 29 يوليو – إيدي مازوليني درّاج طريق إيطالي.
- 30 يوليو – أندريا غاودنزي لاعب كرة مضرب إيطالي.

### أغسطس
- 9 أغسطس – فيليبو إنزاغي لاعب كرة قدم إيطالي.
- 12 أغسطس – مارك أوليانو لاعب كرة قدم إيطالي.
- 19 أغسطس – ماركو ماتيراتزي لاعب كرة قدم إيطالي.
- 25 أغسطس – جيانلوكا روتشي حكم كرة قدم إيطالي.
- 30 أغسطس – الاريا داميكو

### سبتمبر
- 5 سبتمبر – روز مكغوان ممثلة أمريكية.
- 6 سبتمبر – كارلو كوديتشيني لاعب كرة قدم إيطالي.
- 7 سبتمبر – جوسيبي دي جراندي دراج إيطالي.
- 11 سبتمبر – روبرتو تشيبا درّاج طريق إيطالي.
- 13 سبتمبر – فابيو كانافارو لاعب كرة قدم إيطالي.
- 15 سبتمبر – جياندومينيكو باسو سائق رالي إيطالي.
- 18 سبتمبر – داريو فريجو درّاج طريق إيطالي.

### نوفمبر
- 20 نوفمبر – فابيو غالانتي لاعب كرة قدم إيطالي.

### ديسمبر
- 8 ديسمبر – أليكس برونر لاعب كرة قدم إيطالي.

## وفيات

### فبراير
- 19 فبراير – أرماندو سيغاتو (مواليد 1930) لاعب ومدرب كرة قدم إيطالي.

### مايو
- 20 مايو – رينزو بازوليني (مواليد 1938) متسابق دراجات نارية إيطالي.

### سبتمبر
- 12 سبتمبر – ماريو بيانكي (مواليد 1905) درّاج طريق إيطالي.
- 18 سبتمبر – ريمو برتوني (مواليد 1909) درّاج طريق إيطالي.
- 26 سبتمبر – آنا ماغناني (مواليد 1908) ممثلة إيطالية.

### أكتوبر
- 26 أكتوبر – ألدو كافينيني (مواليد 1889) لاعب كرة قدم إيطالي.

### نوفمبر
- 13 نوفمبر – برونو ماديرنا (مواليد 1920)